# Władysław Jarocki
Władysław Jarocki (Pidhaichyky, 6 de junho de 1879 – Cracóvia, 7 de fevereiro de 1965) foi um pintor polonês. Ele participou da competição artística dos Jogos Olímpicos de Verão de 1928.